# داگوبرت سوم
داگوبرت سوم(زاده ۶۹۹-درگذشت ۷۱۵ (میلادی)) پسر شیلدبرت سوم و از ۷۱۱ پادشاه مروونژی همه فرانک‌ها بود. وی نیز مانند پدرانش زیر نفوذ شهرداران کاخ‌ها بود.